# Chandler Canterbury
Chandler Canterbury, né le 15 décembre 1998 à Houston au Texas (États-Unis), est un acteur américain. Il est le frère cadet de Colby Canterbury et le frère aîné de Shelby Canterbury, eux aussi acteurs.

## Biographie
Chandler Canterbury est surtout connu pour sa prestation de Caleb Koestler dans le film Prédictions en 2009, rôle qu’il tient au côté de Nicolas Cage. Toutefois, c’est son rôle de David Smith dans la populaire série télévisée Esprits criminels (saison 3, épisode 2), qui le poussera sous les projecteurs d’Hollywood. Chandler a notamment tenu le rôle de Benjamin Button à l'âge de 8 ans, dans L'Étrange Histoire de Benjamin Button au côté de Brad Pitt et Cate Blanchett.

## Filmographie
- 2007 : Esprits criminels (série TV) : David Smith (Saison 3 Épisode 2)

- 2009 : L'Étrange Histoire de Benjamin Button de David Fincher : Benjamin Button à 8 ans (du fait qu'il rajeunit dans le film, il joue plutôt le rôle de Benjamin Button à l'âge de 76 ans environ )
- 2009 : Points de rupture (Powder Blue) de Timothy Linh Bui : Billy
- 2009 : Prédictions de Alex Proyas : Caleb Koestler
- 2010 : After.Life de Agnieszka Wojtowicz-Vosloo (en) : Jack
- 2010 : Repo Men de Miguel Sapochnik : Peter
- 2010 : A Bag of Hammers (en) de Brian Crano : Kelsey
- 2011 : Fringe (série TV) : Peter Bishop jeune (Saison 3 Épisode 15)
- 2012 : Little Red Wagon de David Anspaugh : Zach Bonner
- 2012 : Les Âmes vagabondes de Andrew Niccol : Jamie Stryder
- 2012 : Plastic Jesus